# Ра (провинция)
Ра (фидж. Ra) — провинция Фиджи в составе Западного округа. Административный центр — деревня Вайлека.

## География
Провинция Ра занимает северную часть острова Вити-Леву, самого большого острова в стране.

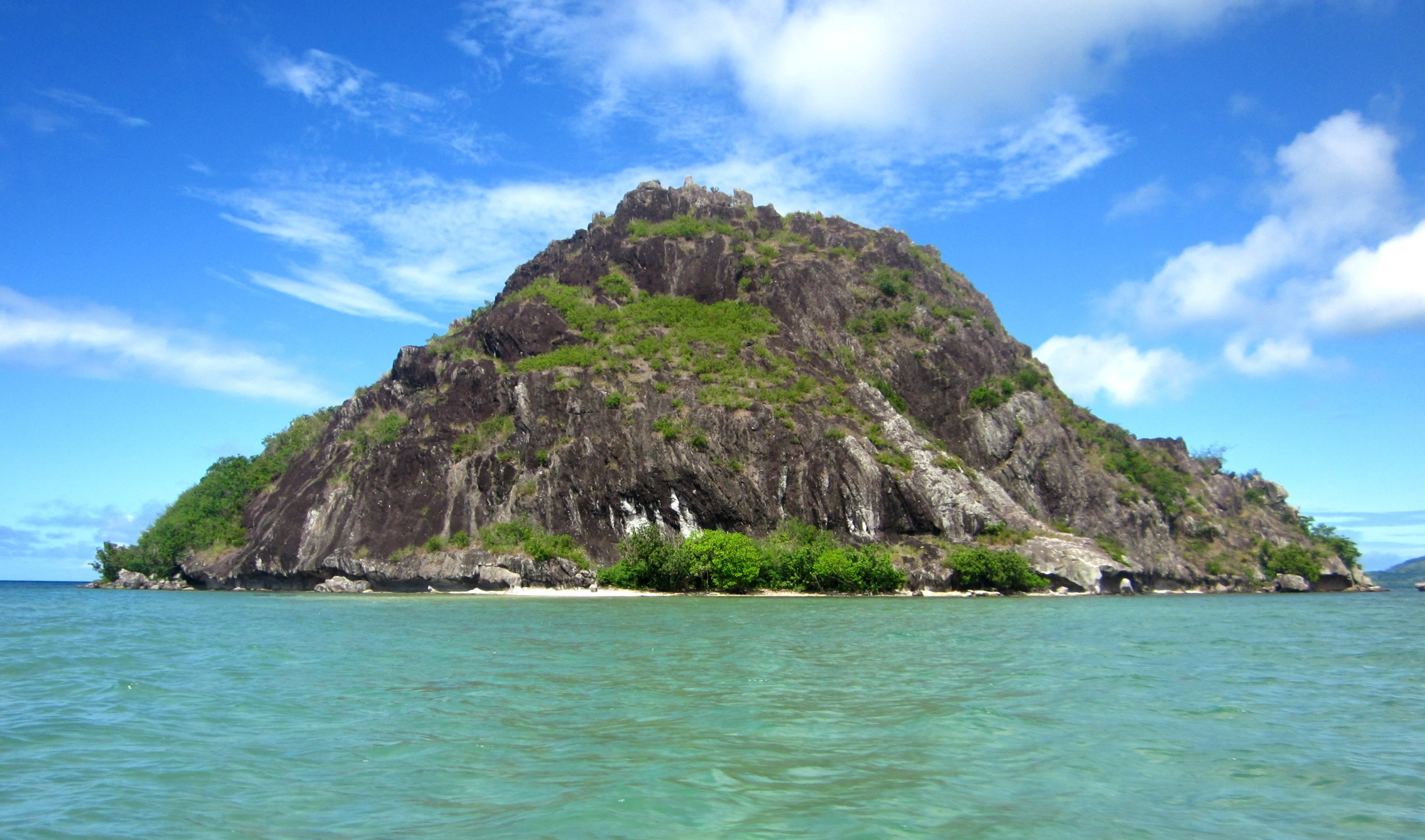
Необитаемый остров в Провинции Ра.

В провинцию входят 4 округа: Накоротумбу, Налава, Саивоу и Ракираки. В каждом из этих четырёх округов есть главные вожди, в отличие от других провинций, где в провинции один вождь. В провинции Ра насчитывается 86 деревень.

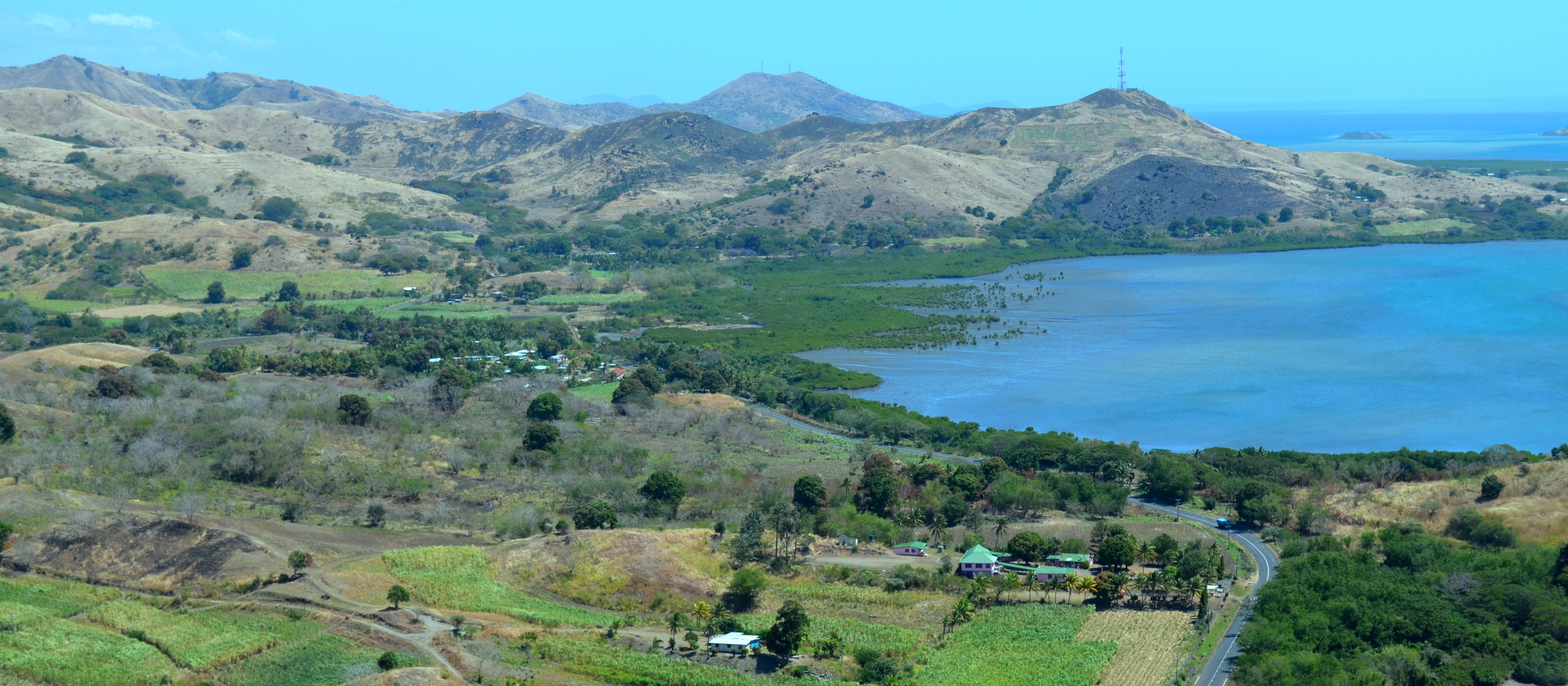
Прибрежные сообщества в Провинции Ра.

## История
В ноябре 2014 года была попытка создать «христианские государства» в провинциях Ра и Нандронга-Навоса. Более 60 человек были задержаны, 16 участников сепаратистского движения попали под суд.

## Население
Согласно переписи 2007 года, в провинции проживало 29 464 человека, из которых 15 076 — мужчины, 14 388 — женщины.
По этническому составу преобладают фиджийцы (20 259 человек). 55,7 % фиджийцев — методисты, 11,2 % — католики, 32,7 % — приверженцы других христианских течений. Второй по численности народ — фиджи-индийцы (8 888 человек), из которых 85 % — индуисты, 9,4 % — мусульмане, 5,1 % — христиане.

## Достопримечательности
Поселение у скалы Навату в деревне Витава (округ Ракираки) считается одним из старейших населенных пунктов Фиджи. Керамика, раскопанная у основания скалы, была датирована примерно до 1000 г. до н. э.
В 3 км от северного побережья острова Вити-Леву, недалеко от посёлка Ракираки находится остров Нанану-и-Ра. Фиджийская мифология утверждает, что этот остров — отправная точка в путешествии души из этого мира к загробной жизни.

## Экономика
В 20 км от посёлка Ракираки разливают бутилированную воду Fiji Water.